# Cœur de Loki
Cœur de Loki est le deuxième tome de la série littéraire L’Agent des ombres de l’écrivain français Michel Robert, paru en 2005.

## Résumé
La suite des aventures de Cellendhyll de Cortavar après avoir reçu son nouveau cœur.

## Éditions
Le roman est paru en août 2005 aux éditions Mnémos  (ISBN 978-2-915159-49-3) et a été réédité en format de poche chez l’éditeur Pocket en octobre 2008  (ISBN 978-2-266-17414-5).